# Televisió a Itàlia

## Llista de canals

### Emissions obertes
L'apagada digital s'ha completat a Itàlia i per aquest motiu les emissions que es poden veure al país en obert són digitals. El nombre de canals que reben els telespectadors italians sobrepassa la centena. El ciutadà pot triar, en aquest sentit, entre televisions de pagament per televisió digital terrestre o bé conformar-se amb les televisions gratuïtes que operen en obert.
| Canals gratuïts: - Rai 1 - Rai 2 - Rai 3 - Rete 4 - Canale 5 - Italia 1 - LA7 - TV8 - NOVE - 20 Mediaset - Rai 4 - Iris 1 A aquests canals cal afegir-hi les versions en alta definició | - Rai 5 - Rai Movie - Rai Premium - Cielo - Paramount Channel - RTL 102.5 TV - Boing - K2 - Rai News 24 - Rai Sotria - Rai Sport - TV2000 - Real Time - Retecapri | Canals de pagament: - Sky TG 24 - Sky Uno - Sky Spoirt - Eurosport |

### Per via satèl·lit
L'oferta televisiva italiana mitjançant el satèl·lit no es veu limitada, com en altres països, de forma que el públic pot veure els mateixos canals que es reben en oberta a Itàlia mateix. Les emissions 'emeten a través de l'Astra 19,2°E o amb l'Hotbird 13°E. El mercat se'l disputen dues companyies:
- Sky Italia
- TivùSat

Llista de canals disponibles a través del satèl·lit:
| - Rai 1 - Rai 2 - Rai 3 - Rete 4 - Canale 5 - Italia 1 - LA7 - TV8 - NOVE - 20 Mediaset - Rai 4 - Iris | - Rai 5 - Rai Movie - Rai Premium - Cielo - Paramount Channel - RTL 102.5 TV - Boing - K2 - Rai News 24 - Rai Sotria - Rai Sport - TV2000 - Real Time - Retecapri - Euronews |  |

### Per cable
El mercat televisiu per cable se'l disputen tres companyies, una de les quals és autòctona. L'opció per cablejat apropa uns dos centenars de canals a qui opta per pagar alguna de les fórmules proposades per les tele-operadores.
- Sky Italia
- Mediaset
- Europa 7

Llista de canals, tots els operadors confosos:
| - Crime (i tots els derivats) - Action (i tots els derivats) - Stories (i tots els derivats) - Cinema (i tots els derivats) - JOi - Eurosport (i tots els derivats) - Sky TV (i tots els derivats) - FOX (i tots els derivats) - Blaze - Comedy Channel - MTV (i tots els derivats) - DMAX - Lei - Milan TV | - Inter TV - Ci - Wimbledon (i tots els derivats) - History Channel (i tots els derivats) - Discovery Channel (i tots els derivats) - National Geographic Channel TV (i tots els derivats) - Travel - Euronews - CNBC - Ret Economy - TRM h24 - CNN News - RT News - France 24 - Nickelodeon (i tots els derivats) - Disney Channel (i tots els derivats) |  |